# Zerbo
Zerbo (lombardul: Zerb) település Olaszországban, Lombardia régióban, Pavia megyében. Lakosainak száma 378 fő (2023. január 1.). Zerbo Arena Po, Pieve Porto Morone, San Zenone al Po és Costa de’ Nobili községekkel határos.

## Népesség
A település lakossága az elmúlt években az alábbi módon változott:
| Lakosok száma | 409  | 410  | 378  |
|               | 2017 | 2018 | 2023 |